# Liz Cheney
Liz Cheney, właśc. Elizabeth Lynne Cheney (ur. 28 lipca 1966 w Madison, Wisconsin) – amerykańska polityk, członkini Izby Reprezentantów w latach 2017–2023.

## Wczesne życie i edukacja
Urodziła się 28 lipca 1966 roku w Madison w stanie Wisconsin. Jej ojciec Dick Cheney był wiceprezydentem Stanów Zjednoczonych w gabinecie prezydenta George’a W. Busha.
Ukończyła liceum w Wirginii, otrzymała stopień Bachelor’s degree w Colorado College i uczęszczała do szkoły prawniczej w Illinois. Pracowała jako adwokat w Dystrykcie Kolumbia i w Departamencie Stanu.

## Kariera polityczna
W 2016 roku wygrała wybory do Izby Reprezentantów Stanów Zjednoczonych w stanie Wyoming. W swoim programie wyborczym poparła przywrócenie siły i znaczenia Stanów Zjednoczonych na świecie oraz stosowanie konserwatywnych rozwiązań w celu tworzenia miejsc pracy, obniżenia podatków, deregulacji oraz rozwijania amerykańskiego przemysłu energetycznego, wydobywczego i rolniczego. Urząd objęła 3 stycznia 2017. Uzyskała reelekcję w 2018 i 2020 roku. Zasiadała w Komisji do spraw Sił Zbrojnych. W 2019 roku objęła funkcję szefowej konferencji Republikanów w Izbie Reprezentantów.
12 maja 2021 roku członkowie Partii Republikańskiej pozbawili ją stanowiska funkcję szefowej konferencji Republikanów w Izbie Reprezentantów niezadowoleni z ciągłej krytyki byłego prezydenta Stanów Zjednoczonych Donalda Trumpa, obwiniania go o przyczynienie się do ataku na Kapitol Stanów Zjednoczonych i wzywania do wszczęcia śledztwa w tej sprawie. Została zastąpiona Elisą Stefanik, zwolenniczką teorii o sfałszowanych wyborach w 2020 roku. 30 czerwca była jedną z dwóch Republikanów (drugim był Adam Kinzinger), którzy zagłosowali za utworzeniem Komisji Specjalnej do zbadania ataku z 6 stycznia na Kapitol Stanów Zjednoczonych i po jej utworzeniu objęła funkcję wiceprzewodniczącej.
W 2022 roku nie uzyskała nominacji Partii Republikańskiej w wyborach do Izby Reprezentantów. Przegrała partyjne prawybory z Harriet Hageman, którą publicznie popierał Donald Trump. Liz Cheney wyraziła opinię, że amerykańska demokracja nie jest pewna tak długo jak Donald Trump angażuje się w politykę, i zrobi ona wszystko, aby go powstrzymać. Ogłosiła też, że w tym celu rozważa kandydowanie w wyborach prezydenckich w Stanach Zjednoczonych w 2024 roku.

## Życie prywatne
W 1993 roku poślubiła Philipa Perrego, z którym studiowała w Colorado College w tym samym czasie. Później jej mąż pracował w gabinecie prezydenta George’a W. Busha. Razem mieszkają w Wilson w stanie Wyoming i mają pięcioro dzieci.

## Odznaczenia
- Presidential Citizens Medal – 2025[10]